# 錫達鎮區 (愛荷華州布萊克霍克縣)
錫達鎮區（英語：Cedar Township）是位於美國愛荷華州布萊克霍克縣的一個行政鎮區。

## 地方資料
根據2010年美國人口普查的數據，錫達鎮區的面積為72.74平方千米，當中陸地面積為70.79平方千米，而水域面積為1.95平方千米。當地共有人口1761人，而人口密度為每平方千米24.21人。